# Hidden Hills
Hidden Hills est une ville située dans le comté de Los Angeles, dans l'État de Californie, aux États-Unis. Sa population s’élevait à 1 856 habitants lors du recensement de 2010, et est estimée à 1 925 habitants en 2016.
Hidden Hills est une gated community située au nord du centre-ville de Los Angeles.

## Géographie
Selon le Bureau du recensement, elle a une superficie de 4,3 km2.

## Démographie
| Groupe            | Hidden Hills | Californie | États-Unis |
| ----------------- | ------------ | ---------- | ---------- |
| Blancs            | 92,3         | 57,6       | 72,4       |
| Asiatiques        | 2,3          | 13,1       | 4,8        |
| Afro-Américains   | 2,0          | 6,2        | 12,6       |
| Métis             | 1,6          | 4,9        | 2,9        |
| Autres            | 1,6          | 17,0       | 6,2        |
| Amérindiens       | 0,2          | 1,0        | 0,9        |
| Océaniens         | 0,1          | 0,4        | 0,2        |
| Total             | 100          | 100        | 100        |
|                   |              |            |            |
| Latino-Américains | 6,6          | 37,6       | 16,7       |

Selon l'American Community Survey, pour la période 2011-2015, 88,46 % de la population âgée de plus de 5 ans déclare parler l'anglais à la maison, 3,56 % déclare parler l'espagnol, 2,04 % le français, 0,92 % le persan, 0,79 % l'allemand, 0,66 % l'hébreu et 3,56 % une autre langue.
Le revenu par habitant était en moyenne de 125 055 dollars par an entre 2012 et 2016, soit quatre fois la moyenne de la Californie (31 458 dollars), et la moyenne nationale (29 829 dollars). Sur cette même période, 4,9 % des habitants de Hidden Hills vivaient sous le seuil de pauvreté (contre 14,3 % dans l'État et 12,7 % à l'échelle des États-Unis).
| 1970  | 1980  | 1990  | 2000  | 2010  | - |
| ----- | ----- | ----- | ----- | ----- | - |
| 1 529 | 1 760 | 1 729 | 1 875 | 1 856 | - |

## Célébrités résidentes
L'acteur français Omar Sy y réside depuis 2012.